# Provincia Orientale (Ruanda)
La provincia Orientale è una delle cinque province del Ruanda. È stata istituita il 1º gennaio 2006, accorpando le precedenti province di Kibungo e Umutara, parte della provincia di Kigali Rurale, e parte della provincia di Byumba.

## Geografia antropica

### Suddivisioni amministrative
La provincia è suddivisa in 7 distretti:
|  | - Bugesera - Gatsibo - Kayonza - Kirehe - Ngoma - Nyagatare - Rwamagana |